# Léon Fatous
Léon Fatous (ur. 11 lutego 1926 w Dainville, zm. 24 września 2023) – francuski polityk i samorządowiec, senator, poseł do Parlamentu Europejskiego II kadencji.

## Życiorys
Z zawodu dyrektor w przedsiębiorstwach prywatnych. Działał we Francuskiej Sekcji Międzynarodówki Robotniczej i następnie w Partii Socjalistycznej, był zastępcą sekretarza generalnego tych ugrupowań w Pas-de-Calais. Od 1959 radny, od 1965 zastępca mera, a od 1975 do 1995 mer miasta Arras. Jednocześnie od 1983 kierował lokalnym związkiem międzygminnym, zasiadał też w radzie departamentu Pas-de-Calais i regionu Nord-Pas-de-Calais. W 1984 wybrany posłem do Parlamentu Europejskiego, w którym przystąpił do frakcji socjalistycznej. W latach 1992–2001 wchodził natomiast w skład Senatu, w 2001 nie ubiegał się o reelekcję.

## Odznaczenia
Kawaler (1991), Oficer i Komandor (2018) Legii Honorowej.